# Xul Solar
Oscar Agustín Alejandro Schulz Solari, més conegut com a Xul Solar (San Fernando, 14 de desembre de 1887 - Tigre, 9 d'abril de 1963), va ser un pintor, escultor, escriptor i inventor d'idiomes imaginaris argentí, que va estar vinculat a l'avantguarda porteña dels anys vint. Va ser amic d'artistes i escriptors com Jorge Luis Borges, Macedonio Fernández, Oliverio Girondo i Leopoldo Marechal, entre d'altres.